# 東銀之介
東 銀之介（あずま ぎんのすけ、1922年3月20日 - 1997年11月16日）は、東京都世田谷区出身の俳優。劇団3◯◯（さんじゅうまる）に所属していた。本名は、新妻東一。
若い頃は陸軍戦闘隊に入隊、戦前に3回墜落し、一命をとりとめたことがある。戦後は航空自衛隊のテストパイロットになり、定年で退官、その後も民間アクロバットチームを編成して飛行を続ける。妻の経営するおでん屋でアルバイトをしていた渡辺えり子と知り合ったのがきっかけで芝居に関心を持ち、1982年（昭和57年）渡辺主宰の劇団3◯◯公演で舞台に初出演した。
大森一樹監督作品に多く起用された。また、日本人の父とフランス人の母とのハーフのため外国人風の容姿であり、『ゴジラvsキングギドラ』、NHK連続テレビ小説『チョッちゃん』などの諸作品で外国人の役を演じる機会も多かった。。

## 出演作品

### ドラマ
- チョッちゃん（1987年、NHK）- ユーリー・ゴドノフ

### 映画
- バカヤロー! 私、怒ってます（1988年、松竹）
- 花の降る午後（1989年、東宝）：リード・ブラウン
- 君は僕をスキになる（1989年、東宝）
- レディ! レディ READY! LADY（1989年）
- ボクが病気になった理由（1990年）：Dr.R、タクシー運転手
- エンジェル 僕の歌は君の歌（1990年、東宝）：大往生する老人
- ゴジラvsキングギドラ（1991年、東宝） - モールズ[2]
- シュート!（1994年、松竹 ） - プールバーのマスター
- のぞき屋 NOZOKIYA（1995年、東映）
- お天気お姉さん（1996年）：不知火理事

### 舞台
- クレヨンの島
- ゲゲゲのゲ
- 月に眠る人
- 夜の影

### Vシネマ
- ブラック・ジャック（1996年、バンダイビジュアル）：ボッケリーニ[5]